# Supreme Court of Georgia

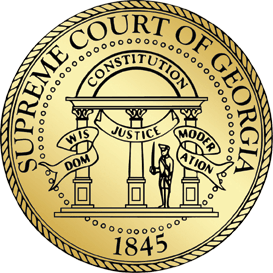
Wappen des Supreme Court of Georgia

Der Supreme Court of Georgia ist der Oberste Gerichtshof des US-Bundesstaates Georgia. 

## Geschichte
Der Oberste Gerichtshof von Georgia ist die höchste Justizbehörde des US-Bundesstaates Georgia. Das Gericht wurde 1845 als dreiköpfiges Gremium gegründet. Seit 1896 wurden die Richter mittlerweile in der Zahl auf sechs, dann auf sieben im Jahr 1945 und schließlich auf neun im Jahr 2017 erhöht, vom Volk des Staates Georgia gewählt. Die Richter werden derzeit in staatsweiten überparteilichen Wahlen für eine Amtszeit von sechs Jahren gewählt, wobei alle etwaig vakanten Stellen durch eine Ernennung des Gouverneurs von Georgia besetzt werden. Nach der aktuellen Verfassung Georgias wird der Oberste Richter von den Richtern gewählt.

### Richter
Aktueller Chief Justice ist seit 2022, der seit 2017 am Gericht amtierende Michael P. Boggs. 
| Richter              | Beginn der Amtszeit | Ende der Amtszeit |
| -------------------- | ------------------- | ----------------- |
| Michael P. Boggs     | 2017                | 2024              |
| Nels S.D. Peterson   | 2017                | 2024              |
| Sarah Hawkins Warren | 2018                | 2026              |
| Charlie Bethel       | 2018                | 2026              |
| John J. Ellington    | 2019                | 2024              |
| Carla Wong McMillian | 2020                | 2028              |
| Shawn Ellen LaGrua   | 2021                | 2028              |
| Verda Colvin         | 2021                | 2028              |
| Andrew Pinson        | 2022                | 2024              |